# Priscilla Mendoza
Priscilla Mendoza es una actriz, modelo y empresaria colombiana, reconocida por figurar en series de televisión como Francisco el Matemático:Clase 2017, Diomedes y Todo es prestao. En 2007 representó al departamento de la Guajira en el Concurso Nacional de Belleza. 

## Carrera
Mendoza empezó a dedicarse al modelaje desde su adolescencia. En 2007 representó al departamento de la Guajira en el Concurso Nacional de Belleza, certamen ganado por la señorita Magdalena, Taliana Vargas. Tras su experiencia como reina de belleza, continuó modelando hasta vincularse al ambiente televisivo en Colombia a mediados de la década de 2010.
En 2014 interpretó el papel de Vilma en la telenovela Diomedes, el cacique de La Junta, sobre la vida del cantante vallenato Diomedes Díaz. Dos años después apareció en el seriado Todo es prestao e interpretó a Lizeth, una instructora de baile, en la nueva versión de la serie juvenil Francisco el Matemático (2017). En 2019 inició la grabación de una nueva serie para el Canal RCN de nombre Los papasitos, sin embargo, el proyecto fue cancelado.

## Filmografía

### Cine
| Año  | Título                | Notas        |
| ---- | --------------------- | ------------ |
| 2013 | La llamada millonaria | Cortometraje |
| 2013 | La decisión           | Cortometraje |
| 2013 | Infieles              | Cortometraje |

### Televisión
| Año  | Título                              | Papel            | Notas         |
| ---- | ----------------------------------- | ---------------- | ------------- |
| 2014 | Diomedes, el Cacique de La Junta    | Vilma            |               |
| 2016 | Todo es prestao                     | La mexicana      |               |
| 2017 | Francisco el Matemático: Clase 2017 | Profesora Lizeth |               |
| 2019 | Los papasitos                       |                  | Preproducción |